# Atella (città antica)
Atella è una città di origine osca, una delle più antiche della Campania e una delle prime ad aver ottenuto la cittadinanza romana. Era attraversata dalla via Atellana, che la conduceva a sud-ovest a Cuma e a nord-est a Capua. Parte del tracciato della via Atellana è conservato oggi, con lo stesso nome, nel tratto che attraversa Frattaminore.
La città antica oggi è in gran parte corrispondente ai comuni di Succivo, Frattaminore e Orta di Atella, e in minor parte ai comuni di Sant'Arpino, Cesa, Grumo Nevano, Frattamaggiore e Crispano.
Dalla città prende nome l'atellana, una delle forme di spettacolo d'origine locale che influenzò il teatro latino.

## Storia
Non se ne trova menzione su documenti precedenti alla seconda guerra punica, quando, sebbene fosse una città indipendente e battesse moneta propria, in particolare in bronzo con la leggenda ADERL in alfabeto osco, risalenti probabilmente alle guerre puniche, era alleata con Capua e altre città campane e parteggiò per Cartagine dopo la battaglia di Canne (216 a.C.).
Fu occupata dai Romani nel 210 a.C. e ridotta a prefettura: i sopravvissuti furono mandati in esilio e la città fu successivamente rifondata come rifugio per i profughi provenienti da Nocera. Infatti, poiché, gli abitanti di Nuceria e Acerra, si lamentavano di non sapere dove andare a vivere, in quanto Acerra era stata in parte incendiata e Nuceria completamente distrutta, essi furono inviati dal proconsole Fulvio Flacco al Senato di Roma a fare le loro rimostranze. Ai primi, gli Acerrani, venne concesso di ricostruire gli edifici incendiati; ai Nucerini si permise loro di trasferirsi ad Atella, mentre agli Atellani fu imposto di spostarsi a Calatia.
Nel I secolo a.C. Cicerone ne parlò così tanto da poter essere considerato il suo patrono; durante il periodo imperiale fu un municipium. Nello stesso periodo, la città veniva rifornita da una diramazione dell'acquedotto augusteo che partiva dal tratto ipogeo a Capodimonte. In età costantiniana la città fu abbellita dal consolare della Campania Gaio Celio Censorino.
Inoltre, fra il 455 e il 456, fu devastata dai Vandali, al comando di Genserico. Nel 536 Belisario assediò Napoli e l'anno seguente gli Atellani furono chiamati a ripopolarla. Nel 543 Totila rioccupò entrambe le città, fino al 552 quando Narsete sconfisse il re Teia nella battaglia dei Monti Lattari. Nell'832 Bono di Napoli distrusse i castelli di Acerra ed Atella, occupati dai Longobardi. Nell'835 Sicardo di Benevento assediò la stessa Napoli depredando la Liburia. Fra l'841 e l'842, durante le lotte di successione tra Siconolfo di Salerno e Radelchi I di Benevento, furono distrutte Capua e Atella. Nell'882 Landone II di Capua si fermò ad Atella e rifornì Capua. Nell'888 Aione II di Benevento saccheggiò tutta la Liburia. Nell'888 Atenolfo I di Capua, dopo essere stato sconfitto da Atanasio II di Napoli presso il fiume Clanio, si rifugiò ad Atella. Il declino della città cominciò quando la sua diocesi fu trasferita nella vicina città normanna di Aversa nel 1030.

## Area archeologica

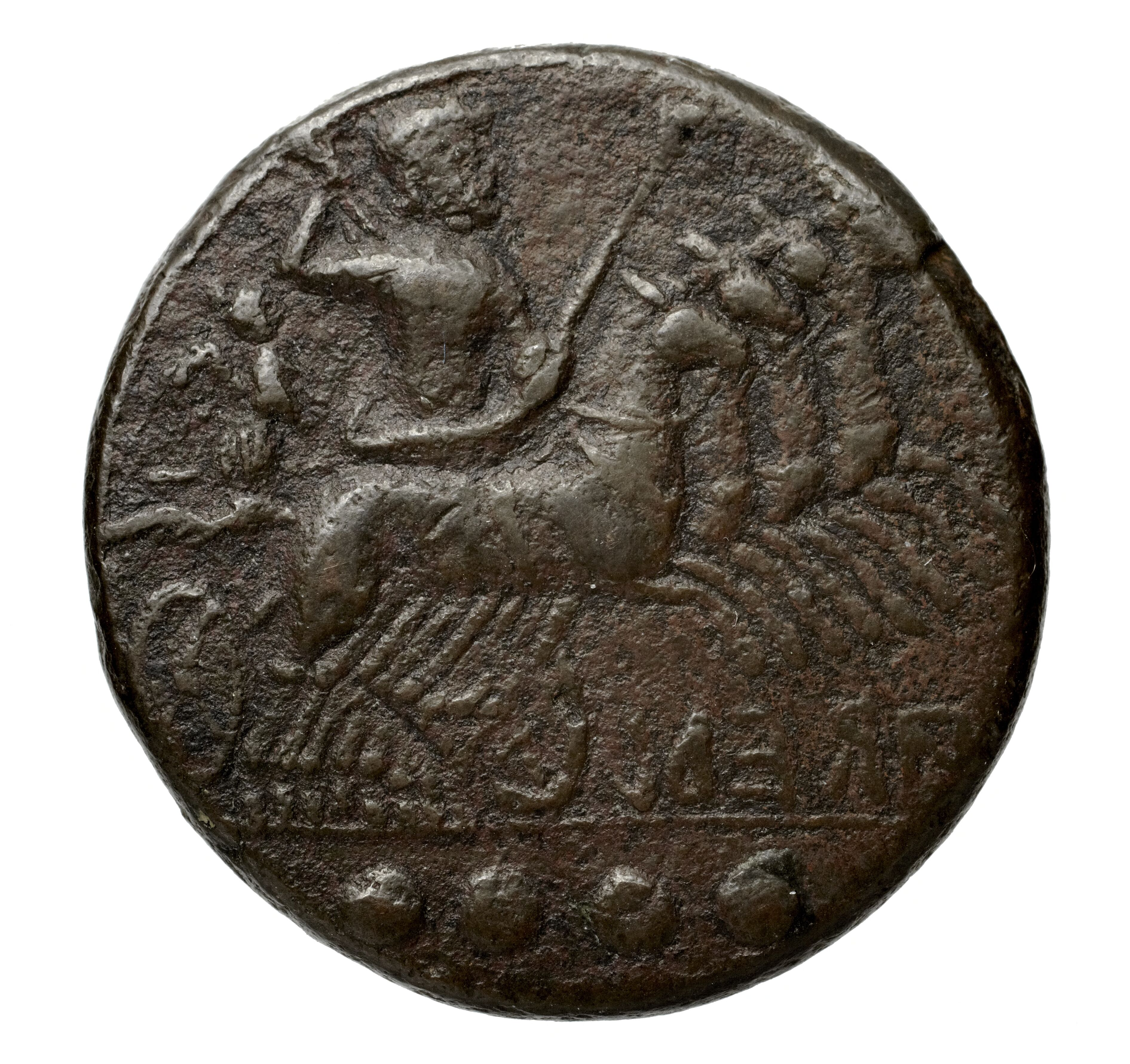
Moneta atellana

Le rovine della città, consistenti in case private, numerose tombe e il giardino di Virgilio, sono oggi conservate sui siti dei comuni di Frattaminore (più precisamente nella parte corrispondente al capoluogo del comune di Pomigliano d'Atella, soppresso con Decreto Regio del 15/05/1890), Orta di Atella, Sant'Arpino,Cesa e Succivo. Di questi, Orta di Atella, Sant'Arpino e Succivo hanno costituito, durante il fascismo, il comune di Atella di Napoli. Questi paesi, inoltre, sono soci fondatori dell'Associazione dei Comuni atellani, cui si sono aggiunti di recente i comuni di Cesa e Gricignano di Aversa.
Il Comune di Orta di Atella ad inizio 2012 ha lasciato l'Unione.
Alcuni studiosi ritengono che il tenimento di Atella fosse più vasto e comprendesse anche i
territori oggi occupati dagli abitati di Cesa, parte di Caivano e Frattamaggiore, nonché di Sant'Antimo e la frazione Fratta Piccola del soppresso comune di Pomigliano d'Atella; altri a questi comuni aggiungono addirittura Afragola, Casavatore, Casoria e i quartieri dell'area settentrionale di Napoli.
Nel 1978 viene fondato l'Istituto di Studi Atellani, ente dotato di personalità giuridica, di rilevante interesse regionale, con lo scopo di incentivare gli studi sull'Antica Atella e le fabulae, raccogliendone e conservandone ogni testimonianza e diffondendo il tutto mediante pubblicazioni.
A Succivo è situato il museo archeologico dell'Agro Atellano, istituito all'inizio degli anni 2000.
Nel marzo del 2012 per far riaffiorare il ricordo dell'antica città della Campania, centro di cultura e patria delle famose "Fabulae Atellanae" nasce Atella Multimedia, associazione culturale con lo scopo di diffondere la cultura mediante le nuove tecnologie e la multimedialità.
Nel luglio del 2012 la medesima associazione fonda Atella.TV, la Web TV della cultura.